# 남자는 괴로워 22
남자는 괴로워 22(男はつらいよ の寅次郞: Talk Of The Town Tora-san)는 일본에서 제작된 야마다 요지 감독의 1978년 코미디 영화이다. 아츠미 키요시 등이 주연으로 출연하였다.

## 출연

### 주연
- 아츠미 키요시
- 바이쇼 치에코

### 조연
- 오오하라 레이코
- 이즈미 핀코
- 무로타 히데오
- 마에다 긴
- 시모조 마사미
- 미사키 치에코
- 다자이 히사오
- 류 치슈